# Platja de la Nova Icària
Platja de la Nova Icària är en strand i centrala Barcelona i Spanien.